# 天王通り
天王通り（てんのうどおり）は、愛知県津島市の地名。現行行政地名は天王通り1丁目から6丁目。

## 地理
津島市西部に位置する。東は錦町、西は馬場町、南は橋詰町・本町・池麩町、北は藤浪町・宝町・米之座町・本町・上河原町・池須町に接する。

## 歴史

### 人口の変遷
国勢調査による人口および世帯数の推移。
| 1995年（平成7年）  | 213世帯 603人 |  |
| 2000年（平成12年） | 225世帯 592人 |  |
| 2005年（平成17年） | 233世帯 565人 |  |
| 2010年（平成22年） | 285世帯 659人 |  |
| 2015年（平成27年） | 267世帯 615人 |  |

### 沿革
- 1953年（昭和28年） - 津島市大字津島・向島の各一部により、同市天王通りが成立[1]。

## 交通
- 天王通り（愛知県道129号一宮津島線）[2]

## 施設
- 名古屋銀行津島支店[2]
- 浄土宗嶺光院[2]
- 真言宗智山派観音寺[2]
- 曹洞宗常楽寺[2]
- 永室長翁の墓[2]

### WEB
1. ↑  “愛知県津島市の町丁・字一覧”.   人口統計ラボ. 2023年3月12日閲覧。
2. ↑  総務省統計局 (2017年1月27日). “平成27年国勢調査の調査結果(e-Stat) - 男女別人口及び世帯数 －町丁・字等” (CSV). 2021年7月21日閲覧。
3. ↑  “愛知県津島市の郵便番号一覧”.   日本郵便. 2023年3月28日閲覧。
4. ↑  “市外局番の一覧” (PDF).   総務省 (2022年3月1日). 2022年3月22日閲覧。
5. ↑  総務省統計局 (2014年3月28日). “平成7年国勢調査の調査結果(e-Stat) - 男女別人口及び世帯数 －町丁・字等” (CSV). 2021年7月20日閲覧。
6. ↑  総務省統計局 (2014年5月30日). “平成12年国勢調査の調査結果(e-Stat) - 男女別人口及び世帯数 －町丁・字等” (CSV). 2021年7月20日閲覧。
7. ↑  総務省統計局 (2014年6月27日). “平成17年国勢調査の調査結果(e-Stat) - 男女別人口及び世帯数 －町丁・字等” (CSV). 2021年7月21日閲覧。
8. ↑  総務省統計局 (2012年1月20日). “平成22年国勢調査の調査結果(e-Stat) - 男女別人口及び世帯数 －町丁・字等” (CSV). 2021年7月21日閲覧。
9. ↑  総務省統計局 (2017年1月27日). “平成27年国勢調査の調査結果(e-Stat) - 男女別人口及び世帯数 －町丁・字等” (CSV). 2021年7月21日閲覧。

### 書籍
1. 1 2  「角川日本地名大辞典」編纂委員会 1989, p. 865.
2. 1 2 3 4 5 6 7 8  「角川日本地名大辞典」編纂委員会 1989, p. 1727.